# Myrcia bonnetiasylvestris
Myrcia bonnetiasylvestris là một loài thực vật có hoa trong Họ Đào kim nương. Loài này được (Steyerm.) Steyerm. mô tả khoa học đầu tiên năm 1984.